# Monts Rakaposhi-Haramosh
Les monts Rakaposhi-Haramosh sont une chaîne de montagnes située dans le massif du Karakoram, dans le district de Gilgit, dans le territoire autonome du Gilgit-Baltistan, au Nord du Pakistan. Ils sont entourés par le glacier Barpu et le glacier Chogo Lungma au nord, par la rivière Shigar à l'est, par la rivière Gilgit et le fleuve Indus au sud et par la Hunza à l'ouest.
Les deux sommets ayant donné leur nom à la chaîne sont le Rakaposhi (7 788 m) et le pic Haramosh (7 409 m).

## Sommets principaux
| Montagne     | Altitude (m) | Coordonnées                  | Hauteur de culminance (m) | Sommet parent | Première ascension | Ascensions (tentatives) |
| ------------ | ------------ | ---------------------------- | ------------------------- | ------------- | ------------------ | ----------------------- |
| Rakaposhi    | 7 788        | 36° 08′ 33″ N, 74° 29′ 21″ E | 2 818                     | K2            | 1958               | 8 (13)                  |
| Malubiting   | 7 458        | 36° 00′ 06″ N, 74° 52′ 33″ E | 2 193                     | Rakaposhi     | 1971               | 2 (6)                   |
| Pic Haramosh | 7 409        | 35° 50′ 24″ N, 74° 53′ 51″ E | 2 277                     | Malubiting    | 1958               | 4 (3)                   |
| Diran        | 7 266        | 36° 07′ 19″ N, 74° 39′ 40″ E | 1 325                     | Malubiting    | 1968               | 12 (8)                  |